# Баграт III Кларджи
Баграт (груз. ბაგრატ, умер в 1028 году) — грузинский принц (батонишвили) из династии Багратионов из линии Кларджети.

## Биография
Баграт был сыном Сумбат III Кларджи, который восстал против короля Грузии Баграта III и самопровозгласил себя своим братом Гургеном в качестве короля Кларетии. Он нашёл убежище в Константинополе во время смерти своего дяди в 1012 году, со своим двоюродным братом Деметре Кларджи, вместе с которым он пытался захватить город Артануджи и Кларджетию и таким образом распространить византийское влияние в Грузии.
В 1027 году, во время восшествия на престол нового царя Грузии Баграта IV, Баграт и Димитрий воспользовались плохими отношениями между Восточной Римской империей и Грузией и спровоцировали про-римское восстание на Востоке. Однако молодой царь Грузии Баграт IV победил их и заключил в тюрьму в 1028 году, где Баграт и умер в том же году.